# The Tale of Scrotie McBoogerballs
The Tale of Scrotie McBoogerballs is de 2e aflevering van het 14e seizoen van South Park. De aflevering parodieert hoogopgeleiden en kenners die beweren diepgaande kunst te zien in werk dat voor alledaagse mensen weinig of niets om het lijf heeft. (Zie ook: subtekst) Verder parodieert de aflevering de vermeende slechte invloed die bepaalde boeken op personen zouden hebben, en het feit dat mensen soms eerder geneigd zijn een boek te beoordelen aan de hand van wie de auteur is dan aan de hand van de daadwerkelijke inhoud. 

## Verhaal
Mr. Garrison draagt de klas op om het boek The Catcher in the Rye van J.D. Salinger te lezen. Hij geeft hierbij aan dat het boek controversieel is en obscene thema's hanteert. De klas is enthousiast en kan niet wachten om het te lezen. Cartman leest het boek na school in een ruk uit en komt vervolgens klagen bij de andere jongens. Allen zijn ze het er over eens dat het boek, behalve wat scheldwoorden, helemaal niet obsceen is en ze voor niks een boek hebben gelezen. Ze besluiten om samen een boek te schrijven dat pas echt smerig en controversieel is. In The Tale of Scrotie McBoogerballs beschrijven de jongens meerdere poepseksscènes, gedetailleerde omschrijvingen van puisten, pus en andere onsmakelijke lichaamsfuncties in een poging het boek zo obsceen mogelijk te maken. 
Het afgeronde manuscript wordt verstopt in Stans kledingkast, waar zijn moeder het vindt tijdens het opruimen. Ondanks dat ze regelmatig moet overgeven tijdens het lezen, vindt ze het fantastisch. Ze laat het Randy lezen, die tevens brakend door het boek heen worstelt. Ook hij moet toegeven dat het boek geniaal is. Stan komt er achter dat zijn ouders het boek gevonden hebben en uit vrees voor huisarrest voor het obscene taalgebruik besluiten de jongens te zeggen dat Butters het geschreven heeft. Ze vertellen Butters dat hij aan het slaapwandelen was en zodoende het boek geschreven heeft. 
Butters wordt door de ouders gefeliciteerd voor zijn geweldige roman, waarna Stan hen tevergeefs probeert te overtuigen dat zij het geschreven hebben. Het boek wordt uiteindelijk zelfs een internationale bestseller, terwijl Butters wordt geëerd als de beste schrijver van zijn generatie. Stan, Kyle en Cartman proberen vervolgens via het gerechtshof het boek verboden te krijgen vanwege de obscene inhoud, maar de rechters zijn van mening dat de jongens de diepere politieke boodschap van het boek niet begrijpen. 
Butters wordt ondertussen door het publiek onder druk gezet om met een vervolg te komen. Uiteindelijk komt The Poop That Took a Pee uit, dit maal wel geschreven door Butters zelf. Het boek bestaat voornamelijk uit simplistisch beschreven poepseksscènes en wanneer Stan en Cartman het lezen weten ze zeker dat iedereen nu wel zal merken dat The Tale of Scrotie McBoogerballs nooit door Butters geschreven kon zijn. Het boek wordt echter geprezen en zelfs gezien als beter dan Butters' debuut. Er worden ingewikkelde diepere betekenissen toegeschreven aan het boek, waaronder een standpunt over abortus dat totaal niet aanwezig is in het boek. 
Een psychotische lezer besluit alle leden van de familie Kardashian te vermoorden na het lezen van Butters' boek. Butters is verliefd op Kim Kardashian en wetende dat zijn boek de reden is dat ze nu dood is, zorgt dat hij overvallen wordt door schuld en zweert nooit meer een boek te schrijven. Bovendien worden zijn beide boeken verboden na de moordpartij op de familie Kardashian.
Stan en Kyle besluiten de aflevering met de opmerking dat boeken lezen gevaarlijk is en dat mensen er verstandiger aan doen het bij televisiekijken te houden.